# Formuła Polonia
Formuła Polonia – formuła auta wyścigowego. Została wprowadzona w 1971 roku w Polsce. Rozgrywano w niej mistrzostwa Polski. Pojazdy Formuły Polonia powstały na bazie podzespołów Fiata 125p. Posiadały silnik o pojemności 1300 cm³ i mocy około 70 KM oraz zazwyczaj znacznie zmodyfikowaną skrzynię biegów z Dacii 1300 (często była to tylko obudowa tej skrzyni biegów lecz zupełnie inne tryby) i ogumienie polskiej produkcji. Masa pojazdu to około 450 kg.

## Mistrzowie
| Sezon | Mistrz             | Zespół                        | Samochód                     |
| ----- | ------------------ | ----------------------------- | ---------------------------- |
| 1974  | Otto Bartkowiak    | Automobilklub Śląski          |                              |
| 1975  | Józef Kiełbania    | Automobilklub Świętokrzyski   | Promot-Rak 67-Polski Fiat    |
| 1978  | Jacek Szmidt       | Automobilklub Toruński        | Promot Polonia I-Polski Fiat |
| 1979  | Andrzej Szulc      | Automobilklub Toruński        | Promot Polonia I-Polski Fiat |
| 1980  | Ryszard Kopczyk    | Automobilklub Wielkopolski    | Promot Polonia I-Polski Fiat |
| 1981  | Cezary Ruszkowski  | Automobilklub Warszawski      | Promot Polonia I-Polski Fiat |
| 1982  | Jerzy Krotoski     | Automobilklub Wielkopolski    | Promot Polonia I-Polski Fiat |
| 1983  | Piotr Zaleski      | Automobilklub Morski          | Promot II-Polski Fiat        |
| 1984  | Jerzy Krotoski     | Automobilklub Wielkopolski    | Promot II-Polski Fiat        |
| 1985  | Eugeniusz Zarzycki | Autoklub Rzemieślnik Warszawa | Promot II-Polski Fiat        |
| 1986  | Eugeniusz Zarzycki | Autoklub Rzemieślnik Warszawa | Promot II-Polski Fiat        |
| 1987  | Eugeniusz Zarzycki | Autoklub Rzemieślnik Warszawa | Promot II-Polski Fiat        |
| 1988  | Krzysztof Godwod   | Autoklub Rzemieślnik Warszawa | Promot II-Polski Fiat        |